# شيريل بريدغز
شيريل بريدغز (بالإنجليزية: Cheryl Bridges)‏ هي منافسة ألعاب القوى أمريكية، ولدت في 25 ديسمبر 1947 في إنديانا في الولايات المتحدة.